# 杜鄴
杜鄴（？—前2年），字子夏，茂陵（今陝西省興平东北）人，西汉政治人物。
杜鄴是張敞的外孫、張吉的外甥，祖父和父親官至郡守，少年喪父，後來以孝廉為郎，和外戚王音、王商關係較好，王商為大司馬大將軍，任命他為主簿。漢哀帝時為涼州刺史，幾年後因病免官。之後舉方正，上書抨擊外戚傅氏、丁氏專權，其實他是王氏外戚的心腹。前2年因病而卒。他對文字學有造詣，兒子杜林繼承之，在漢光武帝時任大司空。

## 延伸阅读
[在维基数据编辑]
 《漢書·卷085》，出自班固《漢書》